# Rock and Roll Revolution
| Críticas profissionais | Críticas profissionais |
| Avaliações da crítica  | Avaliações da crítica  |
| Fonte                  | Avaliação              |
| ---------------------- | ---------------------- |

Rock and Roll Revolution, também chamado de RRR, é o vigésimo-sétimo álbum - o vigésimo-terceiro de estúdio - do roqueiro argentino Fito Páez. O álbum foi lançado 2014 com o selo Sony Music.
A foto da capa do disco foi tirada por Andy Cherniavsky durante um show do Charly Garcia no teatro Opera, de Buenos Aires, em 1996.

## Faixas
| Canção                                 | Compositor(es)                | Duração |
| -------------------------------------- | ----------------------------- | ------- |
| 1. Rock And Roll Revolution            | Fito Páez                     | 4:54    |
| 2. Muchacha                            | Fito Páez                     | 3:52    |
| 3. Tendré que volver a amar            | Fito Páez                     | 4:26    |
| 4. Arde                                | Fito Páez                     | 4:35    |
| 5. La canción de Sibyl Vane            | Fito Páez                     | 4:52    |
| 6. Ella sabe todo de mí                | Fito Páez                     | 3:52    |
| 7. La mejor solución                   | Fito Páez                     | 3:34    |
| 8. Loco                                | Charly García                 | 4:17    |
| 9. Los días de sonrisas, vino y flores | Fito Páez e Gabriel Carámbula | 4:18    |
| 10. Que te vaya bien                   | Fito Páez                     | 4:30    |
| 11. Hombre Lobo (Yo)                   | Fito Páez                     | 2:54    |

## Músicos
- Fito Páez: voz, piano acústico, Wurlitzer, Mini Moog, Hammond
- Diego Olivero: guitarra acústica, guitarra elétria, baixo, drum machine
- Gabriel Carámbula: guitarra elétria
- Gastón Baremberg: bateria
- Mariano Otero: baixo
- Juan Absatz e Deborah Dixon: coros